# Prima Lega 2012-2013 (Kuwait)
La Kuwait Premier League 2012-2013 è stata la 51ª edizione della massima competizione nazionale per club del Kuwait, la squadra campione in carica è l'Al-Qadisiya Sports Club.
Alla competizione hanno preso parte 8 squadre, tra cui la neo-promossa Al Salibikhaet SC. Ad aggiudicarsi il titolo è stato l'Al Kuwait Kaifan che ha vinto la sua undicesima edizione della competizioni con tre giornate d'anticipo.

## Classifica
|                   | Pos. | Squadra        | Pt | G  | V  | N | P  | GF | GS | DR  |
| ----------------- | ---- | -------------- | -- | -- | -- | - | -- | -- | -- | --- |
| Kuwait (bandiera) | 1.   | Kuwait SC      | 53 | 21 | 16 | 5 | 0  | 54 | 13 | +41 |
|                   | 2.   | Al-Qadisiya    | 41 | 21 | 11 | 8 | 2  | 39 | 16 | +13 |
|                   | 3.   | Al-Arabi       | 39 | 21 | 11 | 6 | 4  | 35 | 20 | +15 |
|                   | 4.   | Al-Naser       | 22 | 21 | 6  | 4 | 11 | 20 | 29 | -9  |
|                   | 5.   | Al-Jahra       | 21 | 21 | 5  | 6 | 10 | 15 | 26 | -11 |
|                   | 6.   | Al-Salmiya     | 19 | 21 | 4  | 7 | 10 | 15 | 30 | -15 |
|                   | 7.   | Kazma          | 18 | 21 | 4  | 6 | 11 | 18 | 29 | -9  |
|                   | 8.   | Al Salibikhaet | 16 | 21 | 4  | 4 | 13 | 15 | 48 | -33 |

Legenda:

      Campione del Kuwait e ammessa alla Coppa dell'AFC 2014

      Ammesse alla Coppa dell'AFC 2014

      Partecipa allo spareggio per la retrocessione

      Retrocessa in Kuwait Second Division 2013-2014
Note:
Tre punti a vittoria, uno a pareggio, zero a sconfitta.

## Marcatori
| Posizione | Giocatore      | Club              | Goal |
| --------- | -------------- | ----------------- | ---- |
| 1         | Issam Jemâa    | Kuwait SC         | 11   |
|           | Rogério        | Kuwait SC         | 11   |
| 3         | Omar Al Soma   | Qadsia SC         | 8    |
|           | Welson Antonio | Al Salibikhaet SC | 8    |
| 5         | Chadi Hammami  | Kuwait SC         | 7    |
| 6         | Ali AL Kandri  | Kuwait SC         | 6    |